# Johan Peter Emilius Hartmann
Johan Peter Emilius Hartmann (Koppenhága, 1805. május 14. – Koppenhága, 1900. március 10.) dán zeneszerző, a dán romantikus zene egyik legjelentősebb alakja. Emil Hartmann zeneszerző apja.

## Élete
Első bemutatkozásával, Ravnen című operája előadásával nagy sikert aratott. Később vejével, Niels Gadeval együtt létrehozta a Koppenhágai Konzervatóriumot, melynek első igazgatója volt. Színpadi műveket, kamara- és zongoraműveket, kantátákat egyaránt szerzett. 1900-ban hunyt el, közel 95 éves korában.

## Művei
- Zenekar
  - g-moll szimfónia Nr. 1, op. 17 (1835), HartW 28
  - E-dúr szimfónia Nr. 2, op. 48 (1847/48), HartW 29
  - Adam Oehlenschläger-tragédiák nyitányai:
    - Axel og Valborg, op. 57 (1856), HartW 40
    - Corregio, op. 59 (1858), HartW 41
    - Yrsa, op. 78 (1883), HartW 22

  - Színpad
    - Undine, op. 33 (Carl Borgaard), (1842)
    - Hakon Jarl, op. 40 (Adam Oehlenschläger), (1844/57)
    - Dante, op. 85, (1888)
- Opera
  - Ravnen (A holló), op. 12 (1830–32), Libretto: Hans Christian Andersen
  - Korsarerne (A kalózhajó), op. 16 (1832–35), Libretto: Henrik Hertz
  - Liden Kirsten (A kis Kirsten), op. 44 (1844–46), Libretto: Hans Christian Andersen
- Balett
  - Valkyrien (Walkűrök), op. 62 (1860/61)
  - Thrymskviden, op. 67 (1867/68)
  - Arcona, op. 72 (1873–75)
- Vokális zene
  - nagyszámú kantáta
  - Guldhornene (Aranyszarvak), melodráma, op. 11, Adam Oehlenschläger után (1832)
  - kórusművek
  - dalok
- Kamarazene
  - g-moll hegedűszonáta Nr. 1, op. 8 (1826)
  - C-dúr hegedűszonáta Nr. 2, op. 39 (1844)
  - g-moll hegedűszonáta Nr. 3, op. 83 (1886)
  - B-dúr fuvolaszonáta, op. 1 (1825)
- Zongora
  - d-moll szonáta Nr. 1, op. 34 (1841)
  - F-dúr szonáta Nr. 2, (1853)
  - a-moll szonáta Nr. 3, op. 80 (1876–83)
  - rövidebb darabok
- Orgona
  - g-moll szonáta, op. 58 (1855)
  - f-moll fantázia, op. 20 (1837)
  - a-moll fantázia
  - Thorvaldsen gyászinduló (orgona és rézfúvósok)
  - Oehlenschläger gyászinduló (1850) (orgona és rézfúvósok)
  - Nyitózene az Egyetem Jubileumára (1879) (orgona és rézfúvósok)